# ناحیه اکلی، شهرستان هابارد، مینه‌سوتا
شهرستان اکلی، بخش هابارد، مینه‌سوتا (به انگلیسی: Akeley Township, Hubbard County, Minnesota) یک منطقهٔ مسکونی در ایالات متحده آمریکا است که در مینه‌سوتا واقع شده‌است.

## خصوصیات
شهرستان اکلی ۸۹٫۲ کیلومترمربع مساحت و ۴۸۱ نفر جمعیت دارد و ۴۴۰ متر بالاتر از سطح دریا واقع شده‌است.